# Héctor Monsalve
Héctor Monsalve Castañeda é um ex-ciclista colombiano. Representou seu país, Colômbia, no ciclismo nos Jogos Olímpicos de Verão de 1956 em Melbourne, onde competiu na prova de perseguição por equipes de 4 km em pista.